# Zsolt Becsey
Zsolt László Becsey este un om politic maghiar, membru al Parlamentului European în perioada 2004-2009 din partea Ungariei.
1. ↑  Deputații în Parlamentul European